# Апшуринькис
А́пшуринькис (латыш. Apšuriņķis) — населённый пункт в Мадонском крае Латвии. Входит в состав Калснавской волости. Находится у региональной автодороги P37. По данным на 2008 год, в населённом пункте проживало 16 человек.

## История
В советское время населённый пункт входил в состав Калснавского сельсовета Мадонского района. В селе располагалась центральная усадьба совхоза «Калснава».